# Stanwix Ridge
Stanwix Ridge är en bergstopp i Antarktis. Den ligger i Östantarktis. Australien gör anspråk på området. Toppen på Stanwix Ridge är 358 meter över havet.
Terrängen runt Stanwix Ridge är kuperad. Havet är nära Stanwix Ridge åt nordost. Trakten är obefolkad. Det finns inga samhällen i närheten.